# Cursos Bestúzhev

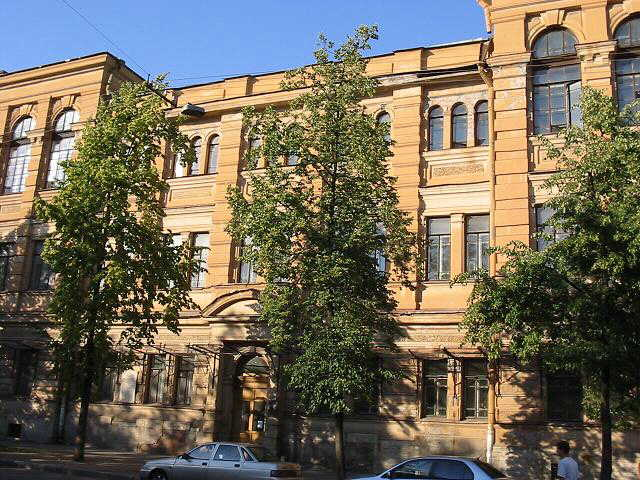
Antiguo edificio de los Cursos Bestúzhev.

Los Cursos Bestúzhev (en ruso: Бестужевские курсы) en San Petersburgo fue la institución de educación superior femenina más importante y más destacada de la Rusia Imperial.
El instituto abrió sus puertas en 1878. El primer director fue Konstantín Bestúzhev-Riumin. Otros profesores fueron Jan Baudouin de Courtenay, Aleksandr Borodín, Faddei Zielinski, Dmitri Mendeléyev, Iván Séchenov y Serguéi Platónov. Una profesora asistente fue Vera Popova, la primera mujer química que murió como resultado de su propia investigación. Nadezhda Krúpskaya y Maria Piłsudska estaban entre los graduados. Los cursos ocuparon un edificio construido específicamente en la Isla Vasilievski.
Después de la Revolución Rusa se reorganizaron como la Tercera Universidad de Petrogrado, que se fusionó con la Universidad de Petrogrado en septiembre de 1919.

## Historia

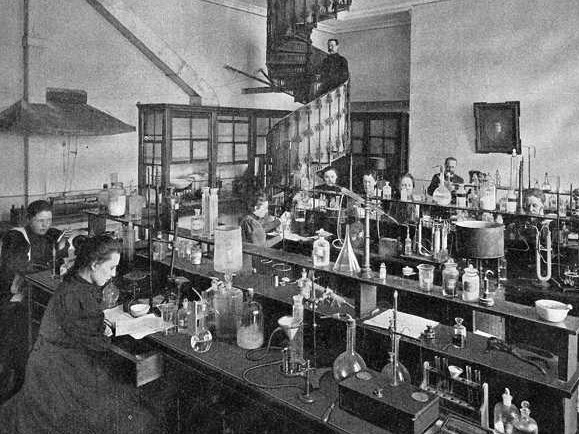
Estudiantes en el laboratorio de química.

Fue en la década de 1870 que el Gobierno ve la necesidad de fundar cursos de educación superior abiertos a las jóvenes que previamente se veían obligadas a estudiar en el extranjero, especialmente en Suiza, Alemania o Francia. Los cursos mixtos fueron inaugurados ese mismo año en la Escuela Vladímir, con la autorización del Ministro León Tolstói, pero cierran en 1875. Un comité ministerial se reunió en 1873 y gracias al impulso y la financiación de organizaciones benéficas pioneras de la emancipación de la mujer, Anna Filosófova, Nadezhda Stásova, María Trúbnikova y otros, que son recomendados por el Rector de la Universidad Imperial de San Petersburgo, el profesor Andréi Bekétov, fueron abiertos los cursos para las jóvenes en 1878.
El primer director fue el profesor Konstantín Bestúzhev-Riumin. La inauguración tuvo lugar el 20 de septiembre de 1878 en las instalaciones de la escuela secundaria femenina Aleksándrovskaya, N ° 20 de la calle Gorójovaya con 468 estudiantes y 346 oyentes libres. Se mueven en 1881 a la calle Serguéievskaya, y posteriormente en 1885 a los nuevos locales construidos en la isla Vasílievski.
En un principio aceptaban sólo las jóvenes mayores de veintiún años y luego rápidamente a las que ya habían completado la educación secundaria, sin límite de edad. Los cursos se pagan, pero hay un sistema de becas y una Sociedad de Ayuda estudiante, presidido por Nadezhda Stásova para distribuir la ayuda financiera.

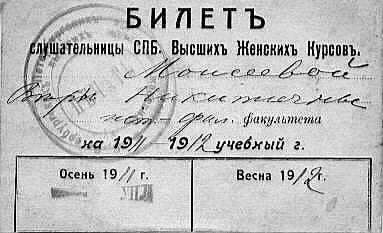
Una tarjeta de estudiante para el curso 1911-1912

El consejo pedagógico fue dirigido hasta 1881 por el Profesor Bestúzhev-Riumin, luego por el profesor Bekétov. Los cursos tomaban tres años de estudios con tres departamentos: literatura e historia, física y matemáticas, y matemáticas especializadas. En 1906, se abrió la sección legal con cursos de economía y ciencias políticas, además de derecho. El curso de botánica se introdujo en 1895 y el de fisiología en 1902. También se estudiaban los idiomas alemán y francés, que eran obligatorios en el sistema secundario, además de inglés e italiano. Desde ese mismo año, algunos graduados recibieron la acreditación para enseñar en las escuelas de niños.
En 1918, los cursos Bestúzhev dejan de existir y se integran en la Tercera Universidad de Petrogrado que termina siendo absorbida por la Universidad de Petrogrado en 1919.